# Goianinha (kommun)
Goianinha är en kommun i Brasilien med huvudorten Goianinha. Den ligger i delstaten Rio Grande do Norte i den östra delen av landet, 1 700 kilometer nordost om huvudstaden Brasília. Kommunen har 22 467 invånare.